# Daltons lov
Daltons lov er fremsat i år 1801 af den engelske videnskabsmand John Dalton (1766 – 1844).
Daltons lov foreskriver at det totale tryk i en (ideal)gasblanding er lig med summen af partialtryk fra de gasser, der er i blandingen.
Ptotal = P1 + P2 + P3 + ... + Pn